# Немировски, Дэвид
Дэвид Немировски (англ. David Nemirovsky; род. 1 августа 1976, Торонто) — канадско-российский хоккеист, крайний правый нападающий.

## Карьера
Профессиональную карьеру начал в 1995 году в клубе «Флорида Пантерз». До этого выступал в канадской ОХЛ и АХЛ. В 1994 году выбран на драфте НХЛ «Флоридой» в четвёртом раунде под номером 84. С 1999 по 2003 играл за скандинавские клубы в регулярных чемпионатах Швеции и Финляндии. С 2003 года постоянно играл в российских клубах («Локомотив», «Химик», «Ак Барс», ЦСКА, СКА). С 2009 года начал выступать за казахстанский клуб из Астаны «Барыс», затем выступал за «Динамо» (Минск).
В ноябре 2010 года был переведён в фарм-клуб «Динамо» «Юность», где не сыграл ни одного матча. 2 декабря 2010 года вновь перешёл в московский ЦСКА. Играя за «Динамо» Минск, в 16 матчах набрал 8 (2+6) очков.
Кроме канадского, имеет российское гражданство.
29 июня 2015 года был назначен спортивным директором «Адмирал», выступающего в КХЛ.
4 мая 2018 года был назначен главным тренером «Торпедо», выступающего в КХЛ, а до начала сезона 2022/23 по инициативе клуба ушёл из клуба.
22 апреля 2023 года возглавил «Сибирь», подписав контракт по схеме 1+1.
6 декабря 2023 года после поражения от минского «Динамо» (2:3) был уволен с поста главного тренера хоккейного клуба «Сибирь».
8 мая 2024 года «Барыс» объявил о назначении Немировски на пост главного тренера клуба.
25 сентября 2024 года был уволен с поста главного тренера хоккейного клуба «Барыс».
В августе 2025 года назначен ассистентом Жерара Галлана в тренерском штабе «Шанхай Дрэгонс», клубе-дебютанте КХЛ. Зона ответственности: игра в нападении и реализация большинства. 